# 雷州城墙
雷州城墙，位于中国广东省雷州市。雷州城墙于1938年拆除。

## 历史
唐贞观八年（634年），刺史陈文玉上疏改合州为雷州，并筑城池。贞观十二年（638年），该城竣工。该城址位于雷州旧城内，其范围失考。南汉乾亨年间，再筑城墙。
宋太宗至道二年(996年)，郡守杨维新建子城。南宋绍兴十五年（1145年），筑外城，外城仅有东、南、西三面墙体，北面则依旧城。绍兴二十四年（1154年），郡守赵伯柽完成外城修建。
明洪武七年（1374年），指挥使张秉彝重修雷州城墙。其后屡有修缮。
1938年抗战期间，城墙拆除。

## 形制
雷州城墙设四门，东为镇洋门，西为中和门，南为广运门，北为朝天门。
雷州城墙东西南北四面墙段原址位于环城东路、雷州大道、卖鱼街、环城北路。新旧两城间墙段为环城南路。